# Molgula pedunculata
Molgula pedunculata är en sjöpungsart som beskrevs av William Abbott Herdman 1881. Molgula pedunculata ingår i släktet Molgula och familjen kulsjöpungar.
Artens utbredningsområde är Södra Ishavet. Inga underarter finns listade i Catalogue of Life.